# Кабрера (комарка)
Кабрера (исп. Comarca de la Cabrera) — район (комарка) в Испании, входит в провинцию Леон в составе автономного сообщества Кастилия и Леон.
По территории комарки протекает одноимённая река, приток Силя.

## Муниципалитеты
1. Бенуса
2. Кастрильо-де-Кабрера
3. Энсинедо
4. Пуэнте-де-Доминго-Флорес
5. Тручас (Леон)

## Галерея

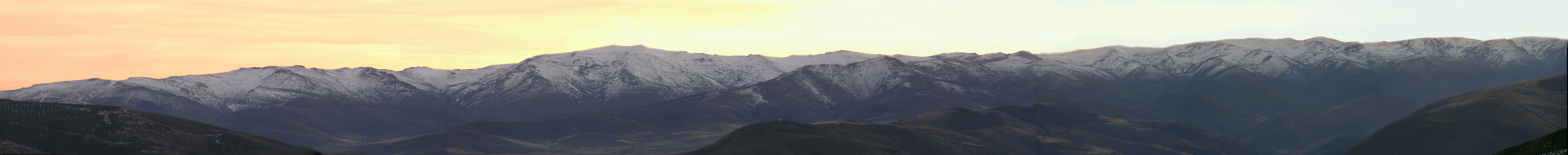
Горы в Кабрере
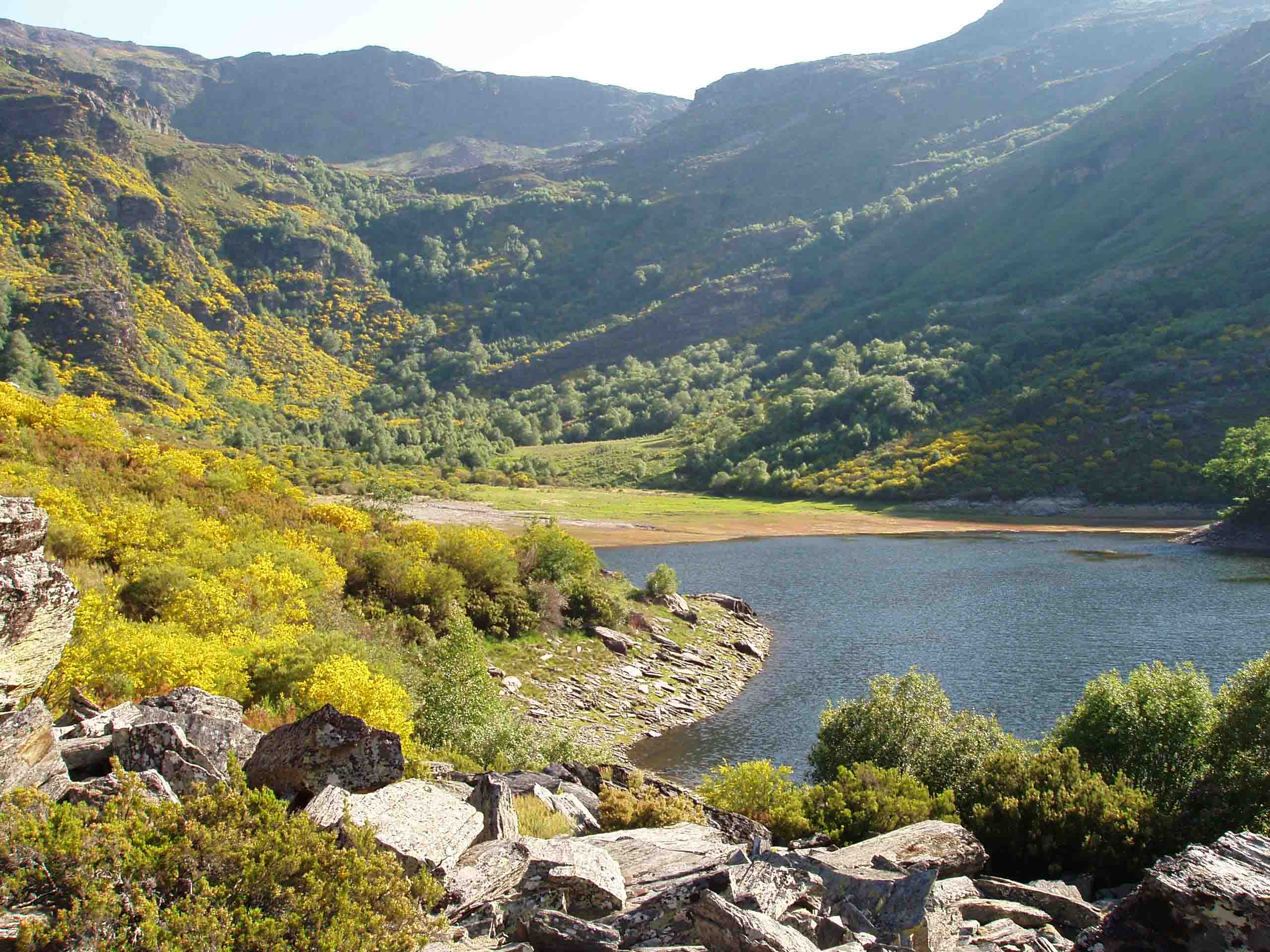
Озеро в Кабрере
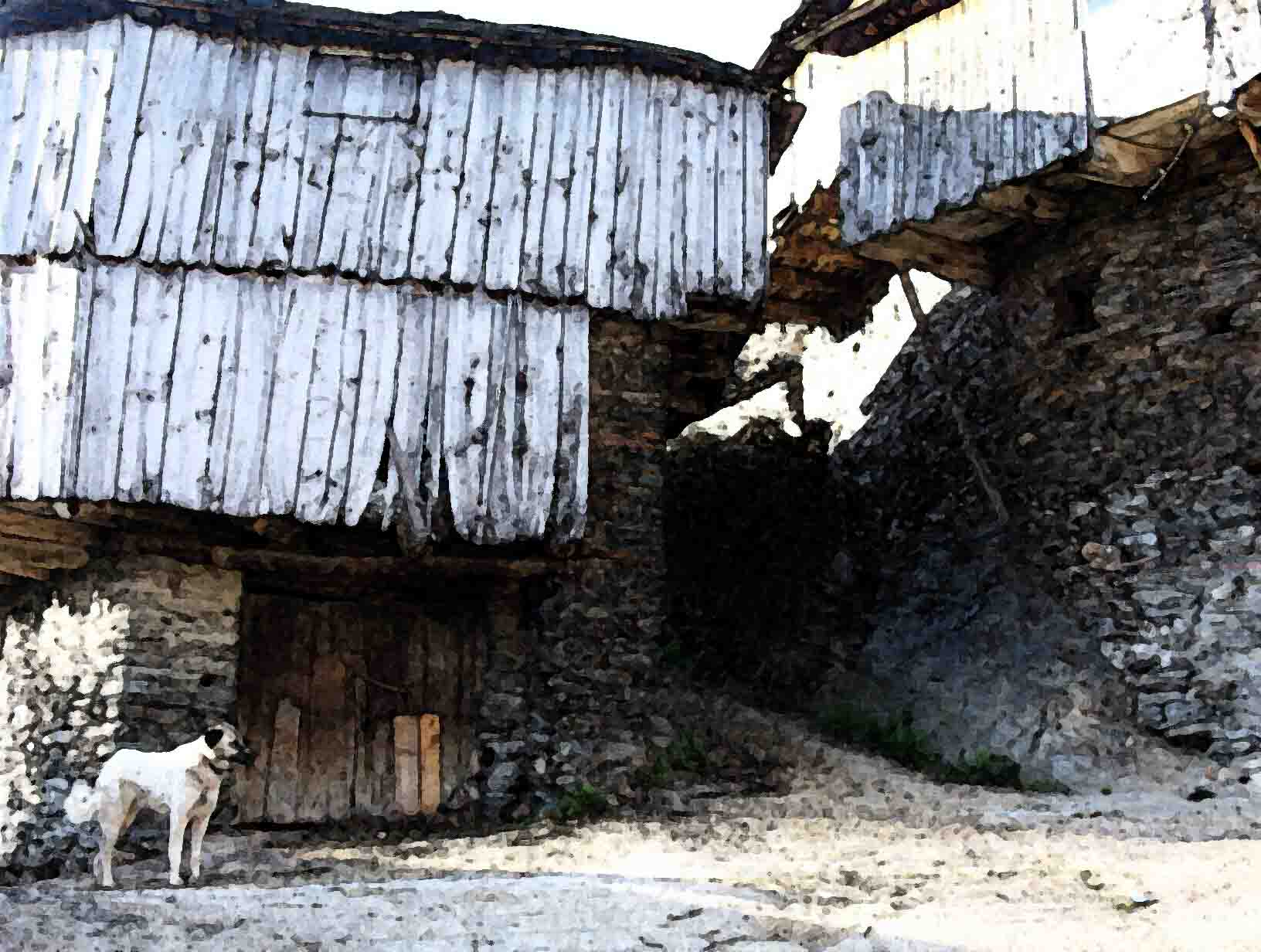
Forna
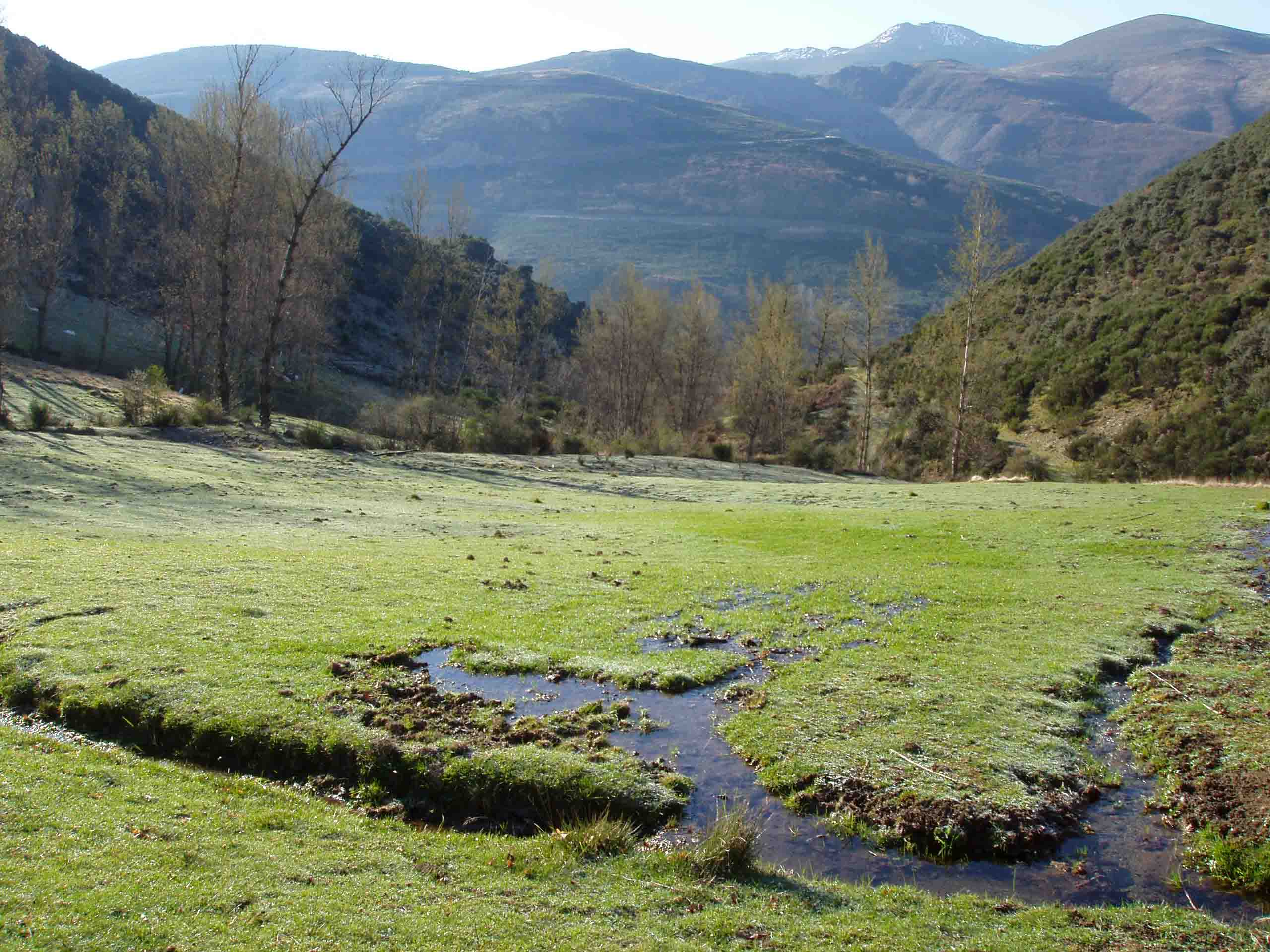
Долина в Кабрере